# Lycophron
Lycophron sau Licofron (în greacă: Λυκόφρων) a fost un poet dramatic și filolog elin care a trăit în secolul al IV-lea î.Hr.
Din opera sa (care cuprindea 40 de tragedii) s-au păstrat doar:
- Alexandra, monolog tragic;
- Menedemos, dramă satirică;
- Peri komodias ("Despre comedie"), care înfățișează profețiile Casandrei până în epoca alexandrină, o exegeză erudită, originală prin întrebuințarea unot mituri puțin cunoscute și a unor metafore rare.

1. ↑  CONOR.SI[*] Verificați valoarea |titlelink= (ajutor)